# برنز فلت (اکلاهما)
برنز فلت(به انگلیسی: Burns Flat) شهری در ایالت اکلاهما کشور ایالات متحده آمریکا است که جمعیت آن در سرشماری سال ۲۰۱۰ میلادی، ۲٬۰۵۷ نفر بوده‌است.